# اعترافات یک زن خانه‌دار ناکام
اعترافات یک زن خانه‌دار ناکام (انگلیسی: Confessions of a Frustrated Housewife) که با نام زن‌بابای من (ایتالیایی: La moglie di mio padre) هم شناخته می‌شود، یک فیلم درام به کارگردانی آندرئا بیانکی است که در سال ۱۹۷۶ منتشر شد.

## گزیدهٔ بازیگران
- کارول بیکر
- آدولفو چلی
- لوئیجی پیستیلی
- گابریلا جورجلی
- دادا گالوتی
- فمی بنوسی
- جنی تامبوری